# Kazahsztán–Kína-olajvezeték
A Kazahsztán–Kína-olajvezeték az első, Kínát közvetlenül ellátó olajvezeték lesz. Teljes kiépítésében 3 000 km hosszú lesz. A kazahsztáni Atirautól indul és a kínai Újgur Autonóm Köztársaságban fekvő Alasankounál végződik. Tervezett éves szállítása kapacitása 20 millió tonna lesz. A vezetéket a Kínai Nemzeti Olajtársaság és a kazah állami KazMunajGaz vállalat közösen építi.
A vezeték építéséről Kazahsztán és Kína 1997-ben állapodott meg. A vezeték első szakasza 2006-ban készült el, és a szállítás még abban az évben meg is kezdődött rajta.